# 贝雷
贝雷（西班牙語：Beire）是西班牙纳瓦拉的一个市镇。总面积22平方公里，总人口296人（2001年），人口密度13人/平方公里。